# براد درويت
براد درويت (بالإنجليزية: Brad Drewett)‏ مواليد 19 يوليو 1958 في نيوساوث ويلز - الوفاة 3 مايو 2013 في سيدني، كان لاعب كرة مضرب أسترالي بدأ مسيرته كمحترف سنة 1977 وكان يلعب باليد اليسرى، اعتزل اللعب في 1990. أعلى تصنيف له في الفردي كان المركز الـ 34 في سنة 1984.

## روابط خارجية
- براد درويت على موقع رابطة محترفي التنس (الإنجليزية)
- براد درويت على موقع الاتحاد الدولي لكرة المضرب (الإنجليزية)
- براد درويت على موقع كأس ديفيز (الإنجليزية)
- براد درويت على موقع اتحاد التنس الأسترالي (الإنجليزية)
- براد درويت على موقع خلاصة التنس.كوم (الإنجليزية)